# نتونو
نتونو (به ایتالیایی: Nettuno) یک کومونه در ایتالیا است که در استان رم واقع شده‌است.

## خصوصیات
نتونو ۷۱٫۴۶ کیلومترمربع مساحت و ۴۶٬۳۴۹ نفر جمعیت دارد و ۱۱ متر بالاتر از سطح دریا واقع شده‌است.

## خواهرخوانده
شهرهای Bandol، تروانرویت، کورینالدو، Ardee، Jaguariúna و کلیولند خواهرخوانده‌های نتونو هستند.